# Steinkiste von Fakeeragh
Die Steinkiste von Fakeeragh (auch Clifden Cist genannt) liegt im Townland Fakeeragh (irisch Faiche Chaorach) in der Nähe des kleinen Sees Lough Animma, (irisch  Loch an Ime ), etwa westlich von Clifden in Connemara im County Galway in Irland. 
Die West-Ost orientierte, dem Typ nach „lange“, Steinkiste, ist rechteckig 1,65 m lang, 0,7 m breit und 0,25 m tief. Drei Seitensteine aus dünnen Platten sind erhalten, der vierte im Osten und der Deckstein fehlen. Spuren eines niedrigen Cairns von etwa 4,0 × 3,5 m sind ebenfalls erhalten. Der Cairn grenzt unmittelbar nördlich an einen Aufschluss.